# Зебала
Зебала (рум. Zăbala) — село у повіті Ковасна в Румунії. Адміністративний центр комуни Зебала.
Село розташоване на відстані 162 км на північ від Бухареста, 31 км на схід від Сфинту-Георге, 52 км на північний схід від Брашова.

## Населення
За даними перепису населення 2002 року у селі проживали 3462 особи.
Національний склад населення села:
| Національність | Кількість осіб | Відсоток |
| -------------- | -------------- | -------- |
| угорці         | 2352           | 67,9 %   |
| румуни         | 888            | 25,6 %   |
| цигани         | 221            | 6,4 %    |

Рідною мовою назвали:
| Мова      | Кількість осіб | Відсоток |
| --------- | -------------- | -------- |
| угорська  | 2581           | 74,6 %   |
| румунська | 879            | 25,4 %   |

## Відомі особистості
В поселенні народився:
- Мікеш Келемен (1690—1761) — угорський політичний діяч і есеїст.